# Двенадцать сестёр (фильм)
Путхисен и Леди Конгрей (кхмер. ពុទិសែន នាងកង្រី), также известный как Двенадцать сестер — камбоджийский художественный фильм 1968 года режиссёра Ли Бан Има с Конг Сом Оэном и Вирак Дарой в главных ролях. В основе фильма лежит камбоджийская легенда о Двенадцати сестрах. 
Фильм был повторно показан в 2000 и 2002 году на телеканале Королевских вооруженных сил Камбоджи.
13 февраля 2012 года состоялся повторный показ фильма на Берлинском кинофестивале.

## В ролях
| Актёр        | Роль           |
| ------------ | -------------- |
| Конг Сом Оэн | Путхисен       |
| Ноп Нем      | Король         |
| Сакси Сбонг  | Yeak Sonthamea |